# اوییشن ویک اند اسپیس تکنولوژی

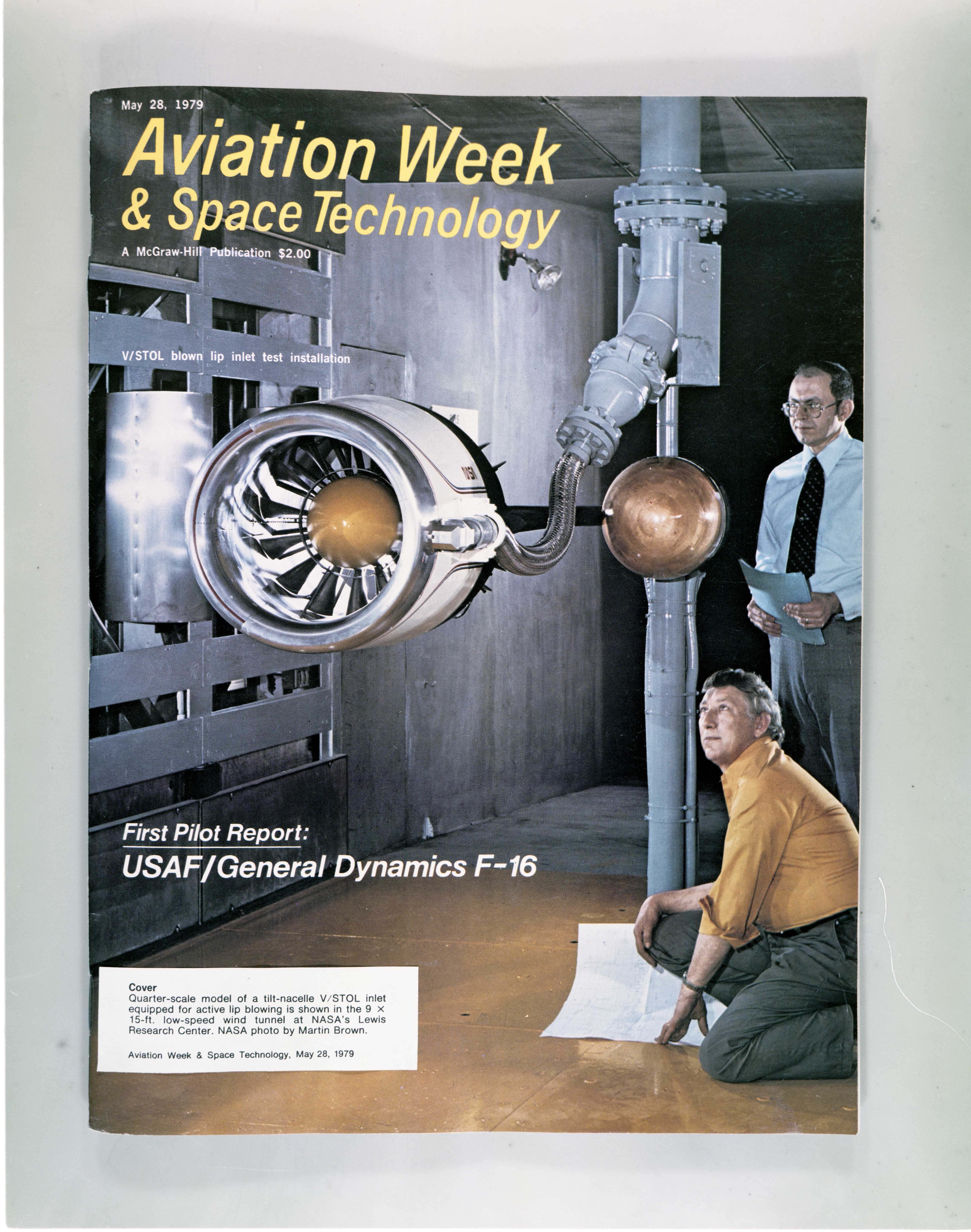
هفته هواپیمایی و فناوری فضا ، ۲۸مه ۱۹۷۹

هفت‌نامه اوییشن ویک اند اسپیس تکنولوژی مجله پرچ‌مدار شبکه هفتگی هواپیمایی است. این مجله هفتگی به صورت چاپی و برخط به گزارش در خصوص هوافضا، صنایع دفاعی و حمل و نقل هوایی و با تمرکز اصلی بر فناوری هوافضای می‌پردازد. این مجله به خاطر ارتباط‌های خود در داخل سازمان های نظامی و صنعتی ایالات متحده شهرت دارد. 